# Chiesa di Santa Croce (Guastalla)
La chiesa di Santa Croce è un edificio di culto cattolico situato in corso Garibaldi a Guastalla, in provincia di Reggio Emilia. È conosciuta popolarmente con il nome di chiesa della Morte per il fatto che fu sede della Confraternita della Buona Morte, il cui scopo era l'assistenza agli orfani, ai poveri e ai condannati al patibolo.

## Storia e descrizione
La chiesa attuale, costruita nella seconda metà del'500, sorge sui resti di un primo edificio, probabilmente risalente al XIV secolo. Durante la guerra di successione spagnola la parte inferiore funse da polveriera. La chiesa fu riaperta al culto nel 1868, quando vi fu portata la reliquia del Preziosissimo Sangue.
La facciata, inserita nella struttura dei portici, è suddivisa nell'ordine inferiore da quattro lesene e scandita da tre archi che precedono il portale. L'ordine superiore è invece sormontato da un frontone triangolare. 
La chiesa di Santa Croce presenta al suo interno due ambienti distinti e separati, la chiesa superiore cinquecentesca e quella inferiore trecentesca. 
Nella parte superiore, caratterizzata da tre altari, sono custodite due sculture policrome del XVII secolo, la Madonna del Pianto e la Madonna dell'Aiuto. Sopra l'altare di sinistra San Bernardino da Siena, Santa Giulia e le anime del purgatorio di Giambattista Chiodi, allievo di Benedetto Gennari junior.

## Galleria d'immagini

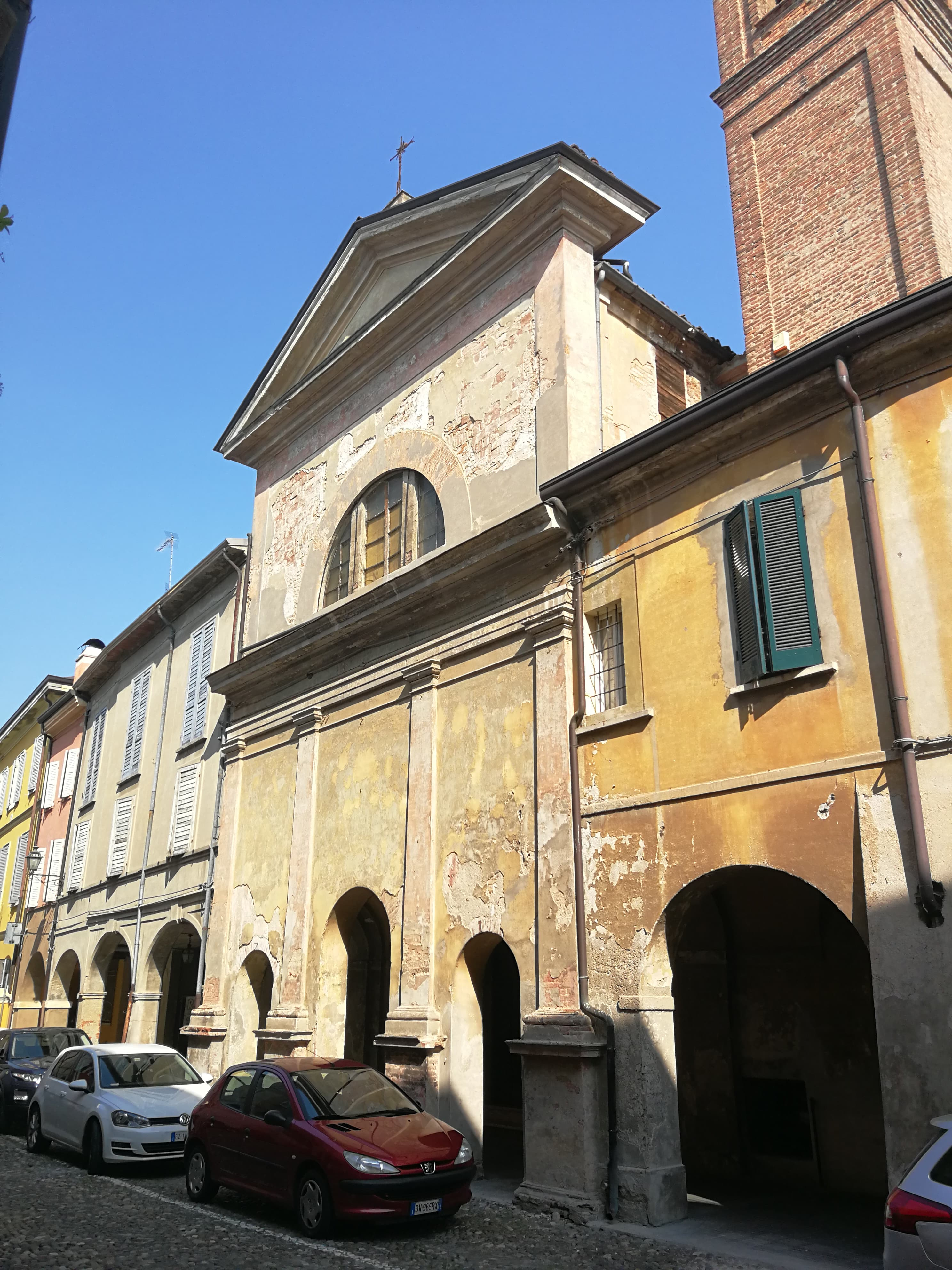
Scorcio della chiesa.
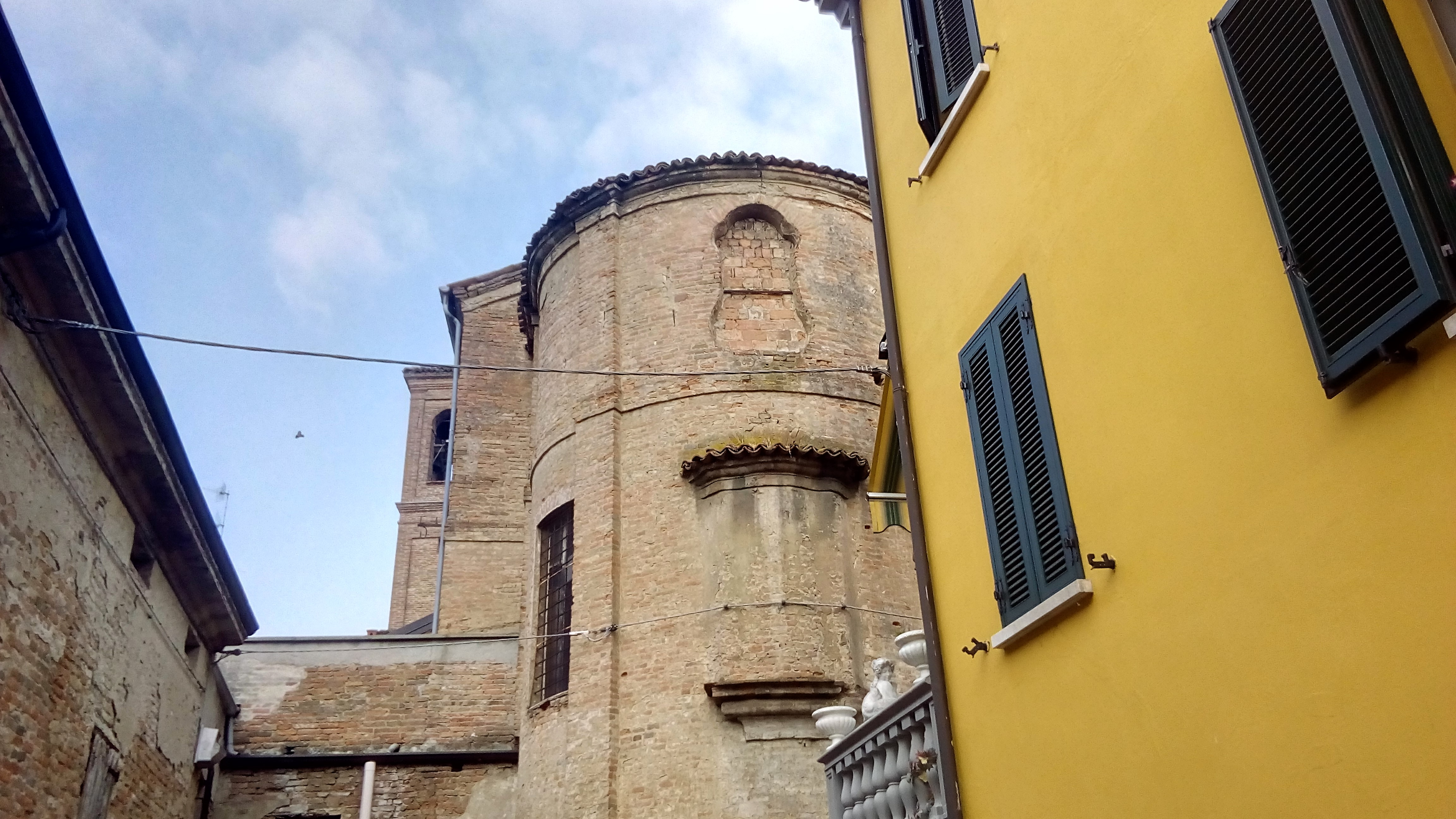
Scorcio dell'abside.